# 普同塔 (仁化)
普同塔，位于中国广东省韶关市仁化县丹霞山锦石岩前面，为仁化县的一个县级文物保护单位，类型为古建筑，公布时间为1989年6月3日。
普同塔的历史年代为清初。